# Maria Fantino
Maria Emilie Prehn Hansen, kendt som Maria Fantino, (født 4. maj 1995) er en dansk radio- og tv-vært. Hun var ansat hos DR mellem 2015 og 2023, først på DR's Talenthold og siden som vært på P3's radioprogram og podcast Curlingklubben. Hun har desuden medvirket i flere DR-programmer for Curlingklubben sammen med sin medvært Christian Bonde og de har siden 2023 drevet podcasten Fantino & Bonde. Siden 2023 har hun været vært på TV 2s underholdningsprogram X Factor.

## Opvækst
Fantino blev født den 4. maj 1995 i København som datter af Jesper Lau Hansen, jurist og professor, og Lone Prehn, advokat. Hun har også en lillesøster, Julie (f. 1999). Fantino er vokset op på Østerbro, København. Som 12-årig blev hun af en veninde kaldt 'Fantino', og hun har siden holdt ved navnet. Hun gik på Langelinieskolen som barn, og siden på Ørestad gymnasium. Fantino har siden gymnasietiden gerne ville være tv-vært, og fik idéen om at søge ind på DR's Talenthold efter et højskoleophold på Ry Højskole. Hun blev i 2015 optaget på studiet "Kommunikation og digitale medier ved Aalborg Universitet" i København, men droppede ud af studiet efter tre uger, da hun samtidig havde søgt ind på DRs Talenthold.

## Karriere

### 2015-2022:Curlingklubben
Fantino blev i 2015 optaget på DR's Talenthold. Efter endt uddannelse arbejdede Fantino i en periode som tilrettelægger på DR Ultra, men blev i efteråret 2017 inviteret til casting på et nyt eftermiddagsradiosegment, som senere skulle blive til radioprogrammet Curlingklubben. DR's ledelse og mediechef ønskede at "...det nye program skulle have en kvindelig vært...", da de fleste radioprogrammer på DR på tidspunktet primært havde mandlige værter. Fantino blev ved castingen sat sammen med Christian Bonde, og de blev begge blev tilbudt værtsrollerne i december 2017.
Sammen med programmets daværende producerende redaktør, Søren McGuire, begyndte Bonde og Fantino at idé- og konceptudvikle programmet og dets format og Curlingklubben gik live på DR P3 for første gang den 15. januar 2018 kl. 14. Programmet viste sig at blive en stor succes, og vandt i perioden 2019-2022 flere priser, inklusiv fire på hinanden følgende priser som "Årets lyd" ved Zulu Awards. Programmet overgik i januar 2023 til udelukkende at blive sendt som podcast, som blev sendt to gange ugentligt.
Sideløbende med Curlingklubben som radioprogram, medvirkede Fantino også i flere tv-programmer for Curlingklubben sammen med sin medvært, Christian Bonde, såsom Curlingklubben begynder til, Fantino og Bonde på Dansktoppen, Curlingklubben på Færøerne og Curlingklubben på sabbatårsrejse. Fantino og Bonde medvirkede ligeledes i DRs lørdagsunderholdningsprogram, Fantino mod Bonde.
Fantino vandt i 2019 prisen for "Årets Radiopersonlighed" ved den danske lydprisuddeling, Prix Audio.

#### #MeToo
Fantino modtog i 2021 en stor del opmærksomhed, da hun som et led i den daværende #MeToo-bølge stod frem og fortalte om en krænkende oplevelse, som hun havde været udsat for af en mandlig chef hos DR. Fantino følte sig motiveret til at stå frem efter Sofie Lindes opsang og åbningstale ved Zulu Comedy Galla i 2020. Fantino fortalte sin historie gennem DR's nyhedspodcast Genstart, hvor hun fortalte, hvordan hun under en julefrokost hos DR havde modtaget en krænkende forespørgsel fra en mandlig chef om at denne ønskede at Fantino og chefens kæreste havde sex, mens chefen så på. Fantino gik efterfølgende til sin HR-afdeling og indsendte en klage, men eftersom chefen (af ukendte årsager) kort tid efter forlod sin stilling hos DR, kunne DR ikke gøre mere ved sagen. Fantino har siden udtalt, at hun håber at hendes historie har kunne støtte kvinder i lignende situationer, hvor de til trods for at forsøge at stoppe denne slags adfærd, ikke lykkedes med det.

### 2023-nu:X-factor
I juli 2023 annoncerede TV 2 at Fantino ville overtage værtsrollen efter Sofie Linde på underholdningsprogrammet, X Factor i den kommende 17. sæson. Fantino offentliggjorde nyheden på sin Instagram-profil og annoncerede samtidig også Curlingklubbens afslutning.
I september 2023 annoncerede Bonde og Fantino deres nye podcast Fantino og Bonde, som fik premiere den 6. oktober 2023.

## Privat
Fantino blev gift med Emil Charlie Hansen, akustikingeniør, den 21. juni 2025 på Vognserup Gods, Holbæk. Parret mødte hinanden, mens Fantino gik i gymnasiet og de har været i forhold siden 2014. De annoncerede deres forlovelse i maj 2024.